# Philip Stein (Aktivist)
Philip Stein (* 1991 in Fritzlar) ist ein rechtsextremer deutscher Verleger und Aktivist. Seit 2016 betreibt er den Jungeuropa Verlag in Dresden.

## Leben
Philip Stein wurde 1991 in Fritzlar geboren. Während seines Studiums der Geschichtswissenschaft, Philosophie und Germanistik an der Philipps-Universität Marburg wurde er Mitglied der Marburger Burschenschaft Germania, brach aber das Studium ohne Abschluss ab. Von 2017 bis 2020 war er Pressesprecher der Deutschen Burschenschaft (DB). Mit Felix Menzel veröffentlichte Stein in Menzels Verlag Blaue Narzisse 2013 das Buch Junges Europa: Szenarien des Umbruchs. 2015 wurde er Leiter des rechtsextremen Kampagnenprojekts „Ein Prozent für unser Land“.
Seit 2016 betreibt Stein den Jungeuropa Verlag mit Sitz in Dresden, der vor allem Übersetzungen neurechter, rechtsextremer und faschistischer Autoren veröffentlicht. Er moderiert den Literaturpodcast Von rechts gelesen.
Stein, der sich selbst als rechtsradikal bezeichnet, tritt immer wieder im Kontext der Neuen Rechten und des Rechtsextremismus auf, so im April 2016 als Redner bei einem Leser- und Autorentreffen des Magazins Umwelt & Aktiv in der Gedächtnisstätte für die deutschen Opfer des Zweiten Weltkriegs des rechtsextremen Vereins Gedächtnisstätte und 2017 als Referent bei einem Kongress der Jugendorganisation der neofaschistischen Organisation CasaPound in Rom.
Weiterhin sprach Stein im August 2018 auf einer internationalen Veranstaltung der Identitären Bewegung in Dresden. Auf Einladung des damaligen AfD-Bundestagsabgeordneten Frank Pasemann referierte Stein im Juli 2018 in den Räumlichkeiten des Deutschen Bundestages zum Thema „Linke Förderstrukturen und der neue ‚Kampf gegen Rechts‘“.
Im Januar 2019 nahm Stein an einem Gedenkmarsch von CasaPound gemeinsam mit den Publizisten Jörg Dittus und Volker Zierke in Rom teil, wobei CasaPound-Mitglieder reihenweise den in Italien verbotenen römischen Gruß zeigten, der dem deutschen Hitlergruß entspricht.
Stein wird zudem vorgeworfen, am 29. April 2017 am Rande des Landeskongresses der Jungen Alternative Hessen, der auf dem Verbindungshaus der Burschenschaft Germania in Marburg stattfand, an einem vermummten Angriff auf einen anwesenden Fotografen beteiligt gewesen zu sein. Die Angreifer sollen mit Teleskopschlagstock, Knüppel und Pfefferspray ausgestattet gewesen sein und ihre Waffen teilweise auch eingesetzt haben.

## Rezeption
In seinen Texten schreibt Stein beispielsweise unter Verweis auf das Abstammungsprinzip, dass man Deutscher „nicht seines Passes, sondern seines Blutes wegen“ sei. Auch bekundet er seinen Stolz, „Unsagbares wieder sagbar“ gemacht zu haben. Er gilt als „ultrarechter Burschenschafter“, „völkischer Stratege“ und „rechter Netzwerker“.

## Werke (Auswahl)
- mit Felix Menzel: Junges Europa. Szenarien des Umbruchs Hrsg. v. Verein Journalismus und Jugendkultur Chemnitz e. V., Chemnitz 2013, ISBN 978-3-944901-01-5.
- Geleitwort zu Henri Massis, Robert Brasillach: Die Kadetten des Alcázar, Jungeuropa Verlag, Dresden 2017, ISBN 978-3-9817828-0-6.
- Geleitwort zu Alain de Benoist, Diego Fusaro, Benedikt Kaiser: Marx von rechts (= Theorie; 2), Jungeuropa Verlag, Dresden 2018, ISBN 978-3-9817828-6-8.
- Einleitung zu Mykola Sziborskyj: Natiokratie, Jungeuropa Verlag, Dresden 2020, ISBN 978-3-948145-05-7.